# كأس السوبر الصومالي
كأس السوبر الصومالي هي مسابقة كأس السوبر لكرة القدم التي تقام في جمهورية الصومال، بين الفائزين بدوري الدرجة الأولى الصومالية وكأس الصومال. انطلقت البطولة عام 2013

## سجل النتائج
| السنة | البطل               | نتيجة           | الوصيف                            |
| ----- | ------------------- | --------------- | --------------------------------- |
| 2013  | نادي علمان          | 1–1 (5–4 قلم. ) | بنادير إس سي                      |
| 2014  | جينيو يونايتد       | 2–2 (5–4 قلم. ) | بنادير إس سي                      |
| 2015  | هورسيد إف سي        | 0–0 (3–1 قلم. ) | هيغان إف سي                       |
| 2016  | بنادير SC           | 1–1 (3–2 قلم. ) | جينيو يونايتد إف سي               |
| 2017  | Elman FC            | 1–0             | Dekedaha FC                       |
| 2018  | نادي ديكيداها أف سي | 3–0             | نادي مدينة مقديشو ( بنادير سابقًا) |